# Wiener Linien
Wiener Linien («Венские линии») — австрийская транспортная компания. Полное название Wiener Linien GmbH & Co KG (сокращенно WL, до 11 июня 1999 года называлась Wiener Stadtwerke - Verkehrsbetriebe), является муниципальной транспортной компанией с участием федерального капитала Вены и доли Wiener Stadtwerke Holding GmbH.
Хотя Wiener Linien больше не являются частью городской администрации Вены (что длилось в течение почти ста лет), их стратегические решения все еще принимаются муниципалитетом политикой Вены. С 24 ноября 2015 года городской советник по вопросам окружающей среды и Wiener Stadtwerke — Ульрика Сима, является ответственным за Wiener Linien.
По состоянию на 2015 год в Wiener Linien работало 8 759 человек, в год перевозилось 939,1 млн пассажиров, пассажиропоток растёт с 1970-х годов. Продажи компании в 2015 году составили 503,1 миллиона евро. В Вене 39% всех поездок совершаются на общественном транспорте. Инфраструктура венского общественного транспорта является одной из самых мощных в мире, согласно исследованиям, проведённым по заказу Siemens. Пассажиры Wiener Linien могут вносить предложения по улучшению перевозок в консультативный совет пассажиров, который переизбирается каждые четыре года.
Центр обслуживания клиентов Wiener Linien с 1994 года находится в венском районе Эрдберг.

## Деятельность
Количество пассажиров Wiener Linien неуклонно растет с 1995 года, соответственно, расширяется транспортная сеть. По состоянию на 2015 год в компании было:
- 5 линий метро, объём пассажиропотока — 428,8 млн человек;
- 29 трамвайных линий, объём пассажиропотока — 298 млн человек;
- 127 автобусных линий, объём пассажиропотока — 201,1 млн человек.

С 2009 года на «Венских линиях» работает программное обеспечение Qando — мобильная служба расписания для всего общественного транспорта города. Также с помощью этого приложения пассажиры могут также получать информацию в режиме реального времени о движении транспорта, покупать билеты и планировать свой маршрут.
В 2005 году компания была удостоена Премии Большого Брата за массовое наблюдение с использованием камер наблюдения (в категории Volkswahl). Тем не менее, эта мера соответствует закону.

### Метро
Под названием Венский штадтбан функционировала с 1898 по 1989 год одна его часть, одновременно с 1925 по 1989 год с названием Wiener Elektrische Stadtbahn работала другая часть. Сеть метрополитена в настоящее время имеет общую длину 78,5 километра со 104 станциями на пяти линиях: U1, U2, U3, U4 и U6.

### Трамвай
Венский трамвайный транспорт ведёт свою историю с открытия в 1865 году конки. С 1897 года началась постепенная электрификация сети. После Второй мировой войны протяжённость трамвайной сети снижается в связи с вводом автобусных маршрутов и заменой трамвая метрополитеном на наиболее загруженных направлениях. При этом новые трамвайные маршруты строятся и в настоящее время.

### Автобус
Автобусные линии были введены в Вене 1920-х годах; они стали особенно важными, когда  поселения на окраинах города требовали дополнительного транспортного сообщения и это можно было быстро выполнить за счет автомобильного транспорта.
В период с 1946 по 1958 год существовали несколько троллейбусных линий. С конца 2012 года на некоторых маршрутах используются аккумуляторные автобусы (электромобили).

Фотогалерея
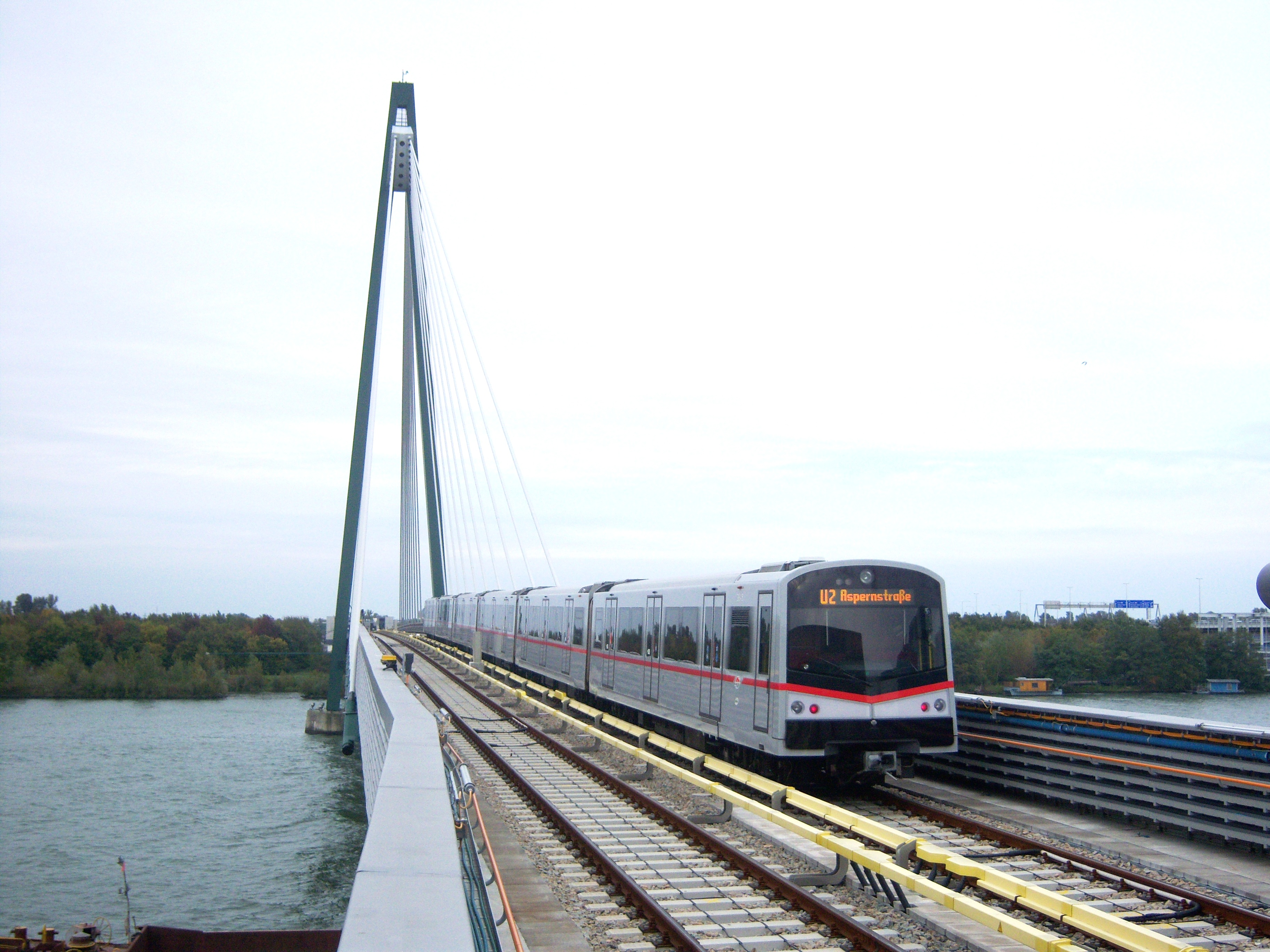
Метро
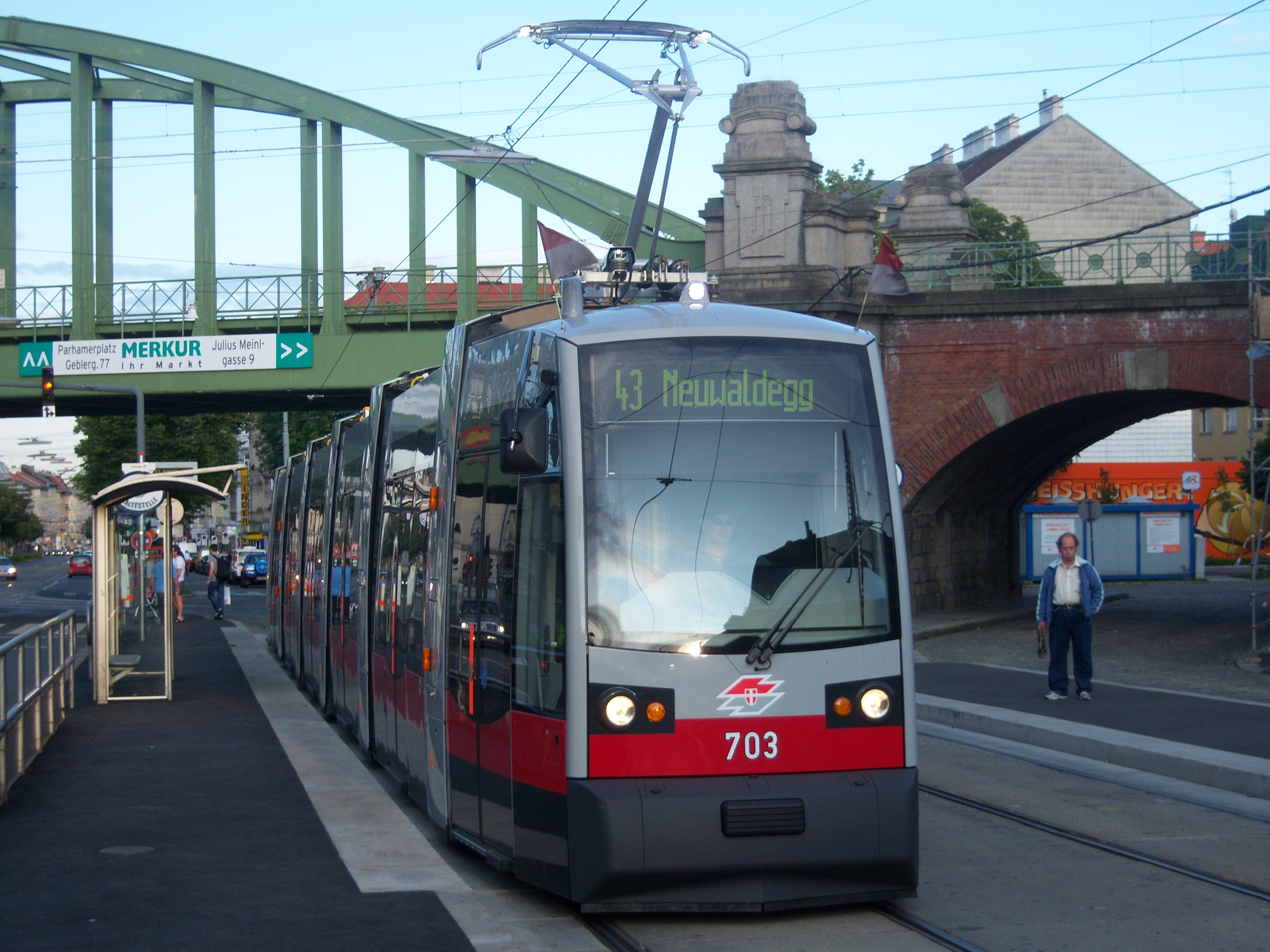
Трамвай
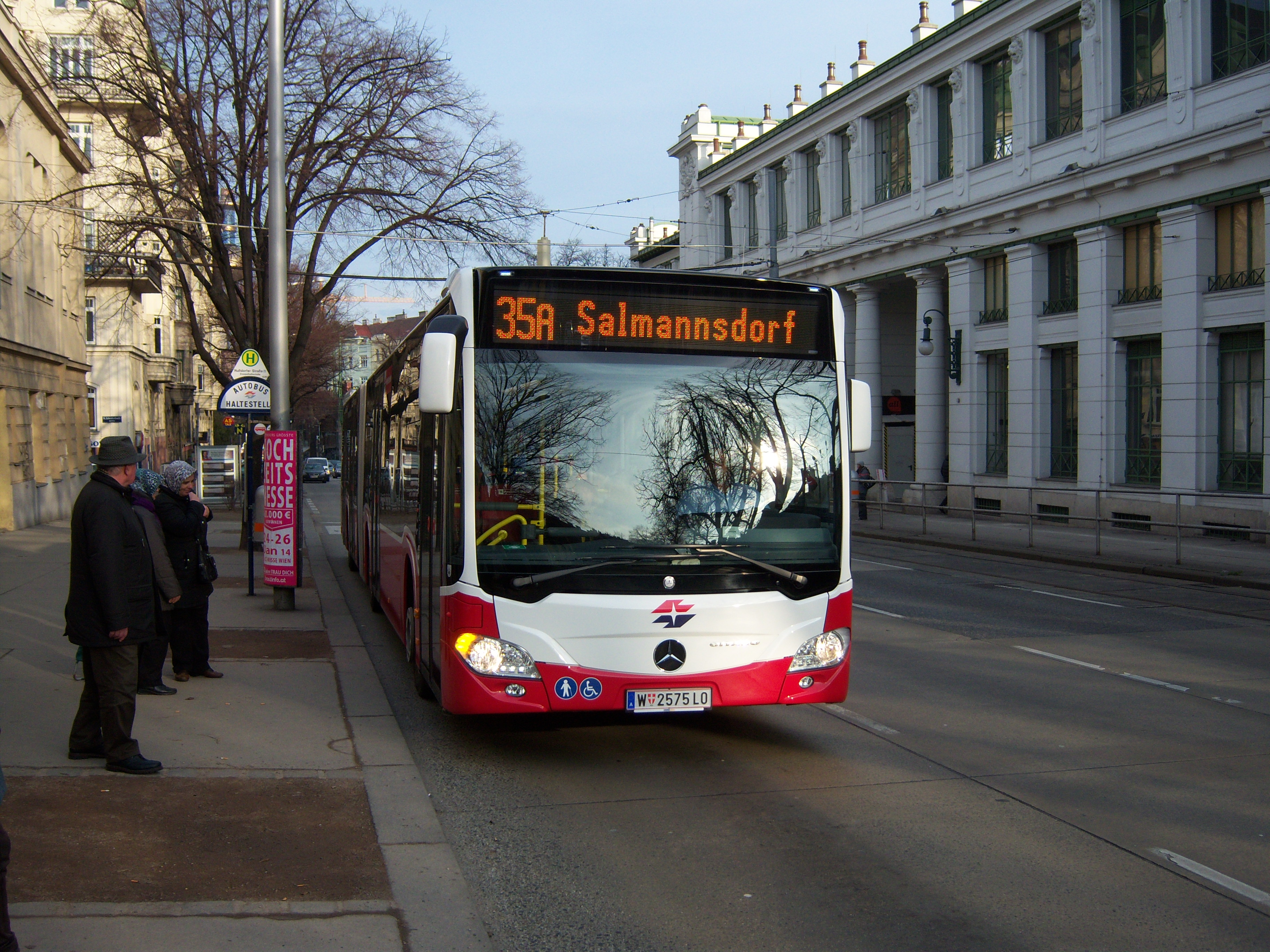
Автобус